# 9e étape du Tour d'Italie 2014
Pour un article plus général, voir Tour d'Italie 2014.
La 9e étape du Tour d'Italie 2014 s'est déroulée le dimanche 18 mai 2014. Son départ a lieu à Lugo et son arrivée à Sestola après 172 km. Il s'agit de la dernière étape avant la seconde journée de repos.

## Résultats

### Classement de l'étape
|    | Coureur            | Pays      | Équipe                  |    | Temps           |
| -- | ------------------ | --------- | ----------------------- | -- | --------------- |
| 1  | Pieter Weening     | Pays-Bas  | Orica-GreenEDGE         | en | 4 h 25 min 51 s |
| 2  | Davide Malacarne   | Italie    | Europcar                | +  | 0 s             |
| 3  | Domenico Pozzovivo | Italie    | AG2R La Mondiale        |    | 42 s            |
| 4  | Diego Ulissi       | Italie    | Lampre-Merida           |    | 1 min 08 s      |
| 5  | Rigoberto Urán     | Colombie  | Omega Pharma-Quick Step |    | 1 min 08 s      |
| 6  | Wilco Kelderman    | Pays-Bas  | Belkin                  |    | 1 min 08 s      |
| 7  | Cadel Evans        | Australie | BMC Racing              |    | 1 min 08 s      |
| 8  | Dario Cataldo      | Italie    | Sky                     |    | 1 min 08 s      |
| 9  | Rafał Majka        | Pologne   | Tinkoff-Saxo            |    | 1 min 08 s      |
| 10 | Fabio Duarte       | Colombie  | Colombia                |    | 1 min 08 s      |

### Points attribués
|   | Cycliste           | Pays     | Équipe                       | Points |
| - | ------------------ | -------- | ---------------------------- | ------ |
| 1 | Marco Bandiera     | Italie   | Androni Giocattoli-Venezuela | 10     |
| 2 | Tosh Van der Sande | Belgique | Lotto-Belisol                | 6      |
| 3 | Davide Malacarne   | Italie   | Europcar                     | 3      |
| 4 | Salvatore Puccio   | Italie   | Sky                          | 2      |
| 5 | Leonardo Duque     | Colombie | Colombia                     | 1      |

|    | Cycliste           | Pays      | Équipe                  | Points |
| -- | ------------------ | --------- | ----------------------- | ------ |
| 1  | Pieter Weening     | Pays-Bas  | Orica-GreenEDGE         | 25     |
| 2  | Davide Malacarne   | Italie    | Europcar                | 22     |
| 3  | Domenico Pozzovivo | Italie    | AG2R La Mondiale        | 20     |
| 4  | Diego Ulissi       | Italie    | Lampre-Merida           | 18     |
| 5  | Rigoberto Urán     | Colombie  | Omega Pharma-Quick Step | 16     |
| 6  | Wilco Kelderman    | Pays-Bas  | Belkin                  | 14     |
| 7  | Cadel Evans        | Australie | BMC Racing              | 12     |
| 8  | Dario Cataldo      | Italie    | Sky                     | 10     |
| 9  | Rafał Majka        | Pologne   | Tinkoff-Saxo            | 8      |
| 10 | Fabio Duarte       | Colombie  | Colombia                | 6      |
| 11 | Robert Kišerlovski | Croatie   | Trek Factory Racing     | 5      |
| 12 | Fabio Aru          | Italie    | Astana                  | 4      |
| 13 | Nairo Quintana     | Colombie  | Movistar                | 3      |
| 14 | Ryder Hesjedal     | Canada    | Garmin-Sharp            | 2      |
| 15 | Wout Poels         | Belgique  | Omega Pharma-Quick Step | 1      |

### Cols et côtes
|   | Cycliste          | Pays      | Équipe       | Points |
| - | ----------------- | --------- | ------------ | ------ |
| 1 | Jonathan Monsalve | Venezuela | Neri Sottoli | 7      |
| 2 | Eduard Vorganov   | Russie    | Katusha      | 4      |
| 3 | Davide Malacarne  | Italie    | Europcar     | 2      |
| 4 | Leonardo Duque    | Colombie  | Colombia     | 1      |

|   | Cycliste         | Pays      | Équipe   | Points |
| - | ---------------- | --------- | -------- | ------ |
| 1 | David Tanner     | Australie | Belkin   | 3      |
| 2 | Eduard Vorganov  | Russie    | Katusha  | 2      |
| 3 | Davide Malacarne | Italie    | Europcar | 1      |

| - Montée de Sestola, 2e catégorie (km 172) \| \| Cycliste \| Pays \| Équipe \| Points \| \| - \| ------------------ \| -------- \| ----------------------- \| ------ \| \| 1 \| Pieter Weening \| Pays-Bas \| Orica-GreenEDGE \| 14 \| \| 2 \| Davide Malacarne \| Italie \| Europcar \| 9 \| \| 3 \| Domenico Pozzovivo \| Italie \| AG2R La Mondiale \| 6 \| \| 4 \| Diego Ulissi \| Italie \| Lampre-Merida \| 4 \| \| 5 \| Rigoberto Urán \| Colombie \| Omega Pharma-Quick Step \| 2 \| \| 6 \| Wilco Kelderman \| Pays-Bas \| Belkin \| 1 \| |                    |          |                         |        |
| | Cycliste           | Pays     | Équipe                  | Points |
| 1 | Pieter Weening     | Pays-Bas | Orica-GreenEDGE         | 14     |
| 2 | Davide Malacarne   | Italie   | Europcar                | 9      |
| 3 | Domenico Pozzovivo | Italie   | AG2R La Mondiale        | 6      |
| 4 | Diego Ulissi       | Italie   | Lampre-Merida           | 4      |
| 5 | Rigoberto Urán     | Colombie | Omega Pharma-Quick Step | 2      |
| 6 | Wilco Kelderman    | Pays-Bas | Belkin                  | 1      |

## Classements à l'issue de l'étape

### Classement général
|    | Cycliste           | Pays      | Équipe                  |    | Temps            |
| -- | ------------------ | --------- | ----------------------- | -- | ---------------- |
| 1  | Cadel Evans        | Australie | BMC Racing              | en | 38 h 49 min 34 s |
| 2  | Rigoberto Urán     | Colombie  | Omega Pharma-Quick Step | +  | 57 s             |
| 3  | Rafał Majka        | Pologne   | Tinkoff-Saxo            |    | 1 min 10 s       |
| 4  | Domenico Pozzovivo | Italie    | AG2R La Mondiale        |    | 1 min 20 s       |
| 5  | Steve Morabito     | Suisse    | BMC Racing              |    | 1 min 31 s       |
| 6  | Fabio Aru          | Italie    | Astana                  |    | 1 min 39 s       |
| 7  | Diego Ulissi       | Italie    | Lampre-Merida           |    | 1 min 43 s       |
| 8  | Wilco Kelderman    | Pays-Bas  | Belkin                  |    | 1 min 44 s       |
| 9  | Nairo Quintana     | Colombie  | Movistar                |    | 1 min 45 s       |
| 10 | Robert Kišerlovski | Croatie   | Trek Factory Racing     |    | 1 min 49 s       |

### Classement par points
|   | Cycliste        | Pays   | Équipe              | Points |
| - | --------------- | ------ | ------------------- | ------ |
| 1 | Nacer Bouhanni  | France | FDJ.fr              | 166    |
| 2 | Giacomo Nizzolo | Italie | Trek Factory Racing | 150    |
| 3 | Elia Viviani    | Italie | Cannondale          | 139    |

### Classement du meilleur grimpeur
|   | Cycliste         | Pays     | Équipe              | Points |
| - | ---------------- | -------- | ------------------- | ------ |
| 1 | Julián Arredondo | Colombie | Trek Factory Racing | 47     |
| 2 | Diego Ulissi     | Italie   | Lampre-Merida       | 39     |
| 3 | Stefano Pirazzi  | Italie   | Bardiani CSF        | 26     |

### Classement du meilleur jeune
|   | Cycliste     | Pays    | Équipe        |    | Temps            |
| - | ------------ | ------- | ------------- | -- | ---------------- |
| 1 | Rafał Majka  | Pologne | Tinkoff-Saxo  | en | 38 h 50 min 44 s |
| 2 | Fabio Aru    | Italie  | Astana        | +  | 29 s             |
| 3 | Diego Ulissi | Italie  | Lampre-Merida |    | 33 s             |

### Classements par équipes

#### Classement aux temps
|   | Équipe                  | Pays       |    | Temps             |
| - | ----------------------- | ---------- | -- | ----------------- |
| 1 | Omega Pharma-Quick Step | Belgique   | en | 115 h 46 min 00 s |
| 2 | AG2R La Mondiale        | France     | +  | 56 s              |
| 3 | BMC Racing              | États-Unis |    | 1 min 11 s        |

#### Classement aux points
|   | Équipe              | Pays       | Points |
| - | ------------------- | ---------- | ------ |
| 1 | Lampre-Merida       | Italie     | 158    |
| 2 | Trek Factory Racing | États-Unis | 153    |
| 3 | Orica-GreenEDGE     | Australie  | 141    |

### Autres classements
|   | Cycliste       | Pays   | Équipe                       | Points |
| - | -------------- | ------ | ---------------------------- | ------ |
| 1 | Marco Bandiera | Italie | Androni Giocattoli-Venezuela | 22     |
| 2 | Andrea Fedi    | Italie | Neri Sottoli                 | 20     |
| 2 | Elia Viviani   | Italie | Cannondale                   | 16     |

|   | Cycliste       | Pays   | Équipe        | Points |
| - | -------------- | ------ | ------------- | ------ |
| 1 | Diego Ulissi   | Italie | Lampre-Merida | 20     |
| 2 | Nacer Bouhanni | France | FDJ.fr        | 19     |
| 3 | Elia Viviani   | Italie | Cannondale    | 18     |

|   | Cycliste        | Pays   | Équipe              | Points |
| - | --------------- | ------ | ------------------- | ------ |
| 1 | Nacer Bouhanni  | France | FDJ.fr              | 10     |
| 2 | Diego Ulissi    | Italie | Lampre-Merida       | 8      |
| 3 | Giacomo Nizzolo | Italie | Trek Factory Racing | 5      |

|   | Cycliste           | Pays     | Équipe                       | Points |
| - | ------------------ | -------- | ---------------------------- | ------ |
| 1 | Andrea Fedi        | Italie   | Neri Sottoli                 | 444    |
| 2 | Maarten Tjallingii | Pays-Bas | Belkin                       | 391    |
| 3 | Marco Bandiera     | Italie   | Androni Giocattoli-Venezuela | 340    |

| \| \| Cycliste \| Pays \| Équipe \| Points \| \| - \| -------------- \| -------- \| ----------------------- \| ------ \| \| 1 \| Diego Ulissi \| Italie \| Lampre-Merida \| 12 \| \| 2 \| Nacer Bouhanni \| France \| FDJ.fr \| 10 \| \| 3 \| Rigoberto Urán \| Colombie \| Omega Pharma-Quick Step \| 4 \| |                |          |                         |        |
| | Cycliste       | Pays     | Équipe                  | Points |
| 1 | Diego Ulissi   | Italie   | Lampre-Merida           | 12     |
| 2 | Nacer Bouhanni | France   | FDJ.fr                  | 10     |
| 3 | Rigoberto Urán | Colombie | Omega Pharma-Quick Step | 4      |

## Abandons
- Edwin Ávila (Colombia) : hors délais
- Francesco Chicchi (Neri Sottoli) : non-partant
- Steven Kruijswijk (Belkin) : abandon